# Архіваріус (газета)
Архіваріус — інформаційний вісник Державного архіву Тернопільської області. Виходить щокварталу, також спеціальні номери.

## Історія
У липня 2004 року засновано інформаційний вісник «Архіваріус».

## Основні рубрики
- «Хроніка подій ДАТО»,
- «Архів інформує»,
- «Історія Тернопільщини»,
- «Міжнародні зв’язки».

## Керівництво

### Шеф-редактори
- Богдан Хаварівський (1992—2010[1])

### Редактори
- А. Грицишин (2004—2007),
- Ігор Крочак (від 2007).